# Dana Point
Dana Point är en stad i södra delen av Orange County, Kalifornien, USA.  Befolkningen var 35 110 personer vid folkräkningen år 2000. 
Staden fick namn efter udden Dana Point, som i sin tur sitt fick namn efter författaren Richard Henry Dana, Jr..  
Ett av de få exemplaren av arten jättemunhaj fångades i vattnen utanför Dana Point 1990.
Enligt United States Census Bureau har staden en total areal på 76,2 km², 17,2 km² är land och 59,1 km² (77,45%) är vatten.

## Befolkning
År 2000 fanns det 35 110 invånare i Dana Point och invånarna identifierade sig själva (enligt United States Census Bureau) som: 87,25% "vita", 0,82% afroamerikaner, 2,52% asiater, 5,92% "av annan ras", 2,81% "två eller flera raser". 15,49% av befolkningen definierade sig som latinamerikaner "oavsett ras".
Per capita-inkomsten för Dana Point var US$ 37 938.  Av stadens befolkning beräknades cirka 6,7% leva under fattigdomsgränsen (år 2004) jämfört med 13,1 % för hela USA och 13,3% för.